# ブラジリアン・トラッカー
ブラジリアン・トラッカー（英：Brazilian Tracker）は、ブラジル原産のセントハウンド犬種である。別名はハストレアドール・ブラジレイロ（英：Rastreador Brasileiro）。犬種名の「トラッカー」の部分は、嗅覚で追跡する「トラッキング」が由来となってつけられた。

## 歴史
ジャガー猟が盛んであった頃に作出された犬種で、アメリカン・フォックスハウンド、イングリッシュ・フォックスハウンド、トリッグ・ハウンド、ブラック・アンド・タン・クーンハウンド、プティ・ブルード・ガスコーニュ、ブルーティック・クーンハウンドなどのセントハウンド犬種を計画的に交配させることにより誕生した。
主にジャガーを狩ることのみを専門として使用された。嗅覚でジャガーを追跡し、追い詰めて自力で仕留める。尚、木の上に逃げられて自力で倒すことが出来なくなってしまった場合は木の下で吠えて獲物の注目を引き、主人が到着するまでそこに止めさせるというツリーイング・ドッグの能力も受け継がれていた。本種はとても力強い犬ではあるが、もちろん相手は本気になれば人をも易々と倒すことが出来る猛獣であることに変わりは無く、猟の最中に命を落とすトラッカーも数多くいたといわれている。
娯楽猟に使うための犬種として重宝されたが、ジャガーが絶滅寸前となり保護動物に指定されると唯一の使役を失ってしまい、本種も絶滅寸前になってしまった。その後他の大型獣のセントハント（嗅覚猟）に用いられることによって何とか生き延びてきたが、その仕事も失い、現在は極めて希少な犬種になってしまった。数年後には純血の犬がいなくなり、絶滅してしまうことが危惧されている。既にトラッカーは絶滅してしまったと視る専門家も少なくない。愛好会はあるが、活動状況などはよく分かっていない。作業犬としてのみ使われていた犬種であるため、ケネルクラブやFCIへの公認申請は行われず、ブラジル以外ではほとんど知られていない。

## 特徴
脚が長く、筋肉質で引き締まった体つきをしている。背は平らで、胴は長めで胸は深く狭い。頭頂はイングリッシュ・ポインターのように後ろに少し突き出ていて丸い。マズルと額の間も平らである。耳は だ円形で大きい垂れ耳、尾は少し飾り毛のある、長いサーベル形の垂れ尾。コートは硬いスムースコートで、毛色はホワイトを地としてブラックまたはブルーの大きなマーキングと、目の上や口吻部にイザベラ若しくはタンのマーキングが入ったもの。ブラック又はブルーの大きなマーキングはタキシードと呼ばれる。また、それに加えてホワイトの地の部分に細かいブラック又はブルーのスポットが入る個体もいる。体高62〜67cmの大型犬で、性格は忠実で勇猛果敢、怖いもの知らずである。独立心がありしつけは難しいが、しっかりとした訓練が行えなければ飼育は出来ない。力がとても強いため、しっかりした設備で
飼育を行なうことも必須である。状況判断力が優れ、身体能力も非常に高い。運動量はとても多く、ペットとして飼育するのにはやや難点が多い。